# Fiskdammen, Jämtland
Fiskdammen är en sjö eller våtmark i Bräcke kommun i Jämtland och ingår i Ljungans huvudavrinningsområde. Enligt Lantmäteriets ortofoto har sjön en del av sin vattenspegel kvar.